# Platycrepidius wapleri
Platycrepidius wapleri là một loài bọ cánh cứng trong họ 
Elateridae. Loài này được 
Salle miêu tả khoa học năm 1855.